# Райнгрубер, Ганс
Ганс Ра́йнгрубер (также Рейнгрубер, нем. Hans Reingruber; 30 апреля 1888, Эльберфельд — 14 января 1964, Дрезден) — министр транспорта ГДР.

## Биография
Окончив гимназию, Ганс Райнгрубер в 1908—1912 годах учился на инженера-строителя в Ганноверской высшей технической школе. В 1916—1933 годах работал на должности советника в Имперском министерстве транспорта. В 1933 году был уволен, поскольку отказался вступать в НСДАП и подвластные ей организации. В 1934—1945 годах преподавал железнодорожное и транспортное дело в Дрезденской высшей технической школе, занимал в 1946—1948 годах должность проректора, а в 1950—1952 годах работал деканом Высшей школы транспорта имени Фридриха Листа.
В 1946 году Ганс Райнгрубер был избран в городское собрание Дрездена и вошёл в комитет по восстановлению города, в 1946—1950 годах был единственным депутатом от Культурного союза в саксонском ландтаге и заслужил уважение общественности за свои усилия по восстановлению разрушенного в войну Дрездена. В 1948—1949 годах Ганс Райнгрубер возглавлял Главное управление транспорта в Германской экономической комиссии, в 1949—1950 годах избирался депутатом Временной Народной палаты. 7 октября 1949 года стал первым министром транспорта в Совете Министров ГДР. Отказавшись вступить в СЕПГ, 30 апреля 1953 года Райнгрубер лишился должности в ходе реструктуризации министерства транспорта ГДР с выделением министерства путей сообщения ГДР. Поводом для снятия с должности стало нецелевое использование им спального вагона для проведения летнего отпуска 1952 года. В знак признания заслуг Райнгрубера в транспортных науках и транспортном деле в 1953 году Райнгруберу присвоили звание почётного доктора Высшей транспортной школы, а в 1958 и 1963 годах наградили орденом «За заслуги перед Отечеством».
После завершения министерской карьеры Райнгрубер преподавал в Дрезденской высшей технической школе вплоть до выхода на пенсию в 1957 году.